# Égypte aux Jeux paralympiques d'été de 2016
L'Égypte participe aux Jeux paralympiques de 2016 à Rio de Janeiro au Brésil. Il s'agit de sa 12e participation à des Jeux paralympiques d'été.

## Bilan général

### Bilan par sport
| Sport         | Médaille d'or, Jeux paralympiques | Médaille d'argent, Jeux paralympiques | Médaille de bronze, Jeux paralympiques | Total | Rang pays |
| ------------- | --------------------------------- | ------------------------------------- | -------------------------------------- | ----- | --------- |
| Athlétisme    | 0                                 | 1                                     | 0                                      | 1     |           |
| Haltérophilie | 3                                 | 4                                     | 3                                      | 10    |           |
| Volley-ball   | 0                                 | 0                                     | 1                                      | 1     |           |
| Total         | 3                                 | 5                                     | 4                                      | 12    | 30e       |

### Bilan par jour de compétition
| Jour         | Médaille d'or, Jeux paralympiques | Médaille d'argent, Jeux paralympiques | Médaille de bronze, Jeux paralympiques | Total |
| ------------ | --------------------------------- | ------------------------------------- | -------------------------------------- | ----- |
| 7 septembre  | 0                                 | 0                                     | 0                                      | 0     |
| 8 septembre  | 0                                 | 0                                     | 0                                      | 0     |
| 9 septembre  | 1                                 | 0                                     | 0                                      | 1     |
| 10 septembre | 0                                 | 1                                     | 1                                      | 2     |
| 11 septembre | 0                                 | 2                                     | 1                                      | 3     |
| 12 septembre | 0                                 | 0                                     | 1                                      | 1     |
| 13 septembre | 2                                 | 0                                     | 0                                      | 2     |
| 14 septembre | 0                                 | 2                                     | 0                                      | 2     |
| 15 septembre | 0                                 | 0                                     | 0                                      | 0     |
| 16 septembre | 0                                 | 0                                     | 0                                      | 0     |
| 17 septembre | 0                                 | 0                                     | 0                                      | 0     |
| 18 septembre | 0                                 | 0                                     | 1                                      | 1     |
| Total        | 3                                 | 5                                     | 4                                      | 12    |

### Bilan par sexe
| Sexe   | Médaille d'or, Jeux paralympiques | Médaille d'argent, Jeux paralympiques | Médaille de bronze, Jeux paralympiques | Total |
| ------ | --------------------------------- | ------------------------------------- | -------------------------------------- | ----- |
| Hommes | 2                                 | 3                                     | 2                                      | 7     |
| Femmes | 1                                 | 2                                     | 2                                      | 5     |
| Mixte  | 0                                 | 0                                     | 0                                      | 0     |
| Total  | 3                                 | 5                                     | 4                                      | 12    |

## Médaillés
| Médaille | Athlète          | Sport            | Épreuve          | Date         |
| -------- | ---------------- | ---------------- | ---------------- | ------------ |
| Or       | Sherif Othman    | Force athlétique | - 59 kg hommes   | 9 septembre  |
| Or       | Randa Mahmoud    | Force athlétique | - 86 kg femmes   | 13 septembre |
| Or       | Mohamed Eldib    | Force athlétique | - 97 kg hommes   | 13 septembre |
| Argent   | Rehab Ahmed      | Force athlétique | - 50 kg femmes   | 10 septembre |
| Argent   | Fatma Omar       | Force athlétique | - 61 kg femmes   | 11 septembre |
| Argent   | Mostafa Mohamed  | Athlétisme       | 100 m hommes T37 | 11 septembre |
| Argent   | Mohamed Ahmed    | Force athlétique | - 107 kg hommes  | 14 septembre |
| Argent   | Amr Mosaad       | Force athlétique | + 107 kg hommes  | 14 septembre |
| Bronze   | Shaaban Ibrahim  | Force athlétique | - 65 kg hommes   | 10 septembre |
| Bronze   | Amal Mahmoud     | Force athlétique | - 67 kg femmes   | 11 septembre |
| Bronze   | Amany Ali        | Force athlétique | - 73 kg femmes   | 12 septembre |
| Bronze   | Équipe masculine | Volleyball       |                  | 18 septembre |